# 55 (tal)
55 (femtiofem) är det naturliga talet som följer 54 och som följs av 56.
- Hexadecimala talsystemet: 37
- Binärt: 110111
- Det 10:e fibonaccitalet
- är ett palindromtal

## Talteori
- Delbarhet: 1, 5, 11, 55
- Antal delare: 4
- Summan av delarna: 72
- Primfaktorisering: 5 · 11
- 55 är ett udda tal.
- 55 är ett semiprimtal
- 55 är det tionde triangeltalet
- 55 är ett heptagontal
- 55 är ett kvadratpyramidtal
- 55 är ett centrerat ikosaedertal
- 55 är ett centrerat nonagontal
- 55 är ett extraordinärt tal
- 55 är ett aritmetiskt tal
- 55 är ett Kaprekartal
- 55 är ett palindromtal i det decimala talsystemet.
- 55 är ett palindromtal i det kvarternära talsystemet.
- 55 är ett palindromtal i det senära talsystemet.

## Inom vetenskapen
- Cesium, atomnummer 55
- 55 Pandora, en asteroid
- M55, klotformig stjärnhop i Skytten, Messiers katalog